# سومرست (فيرمونت)
سومرست (بالإنجليزية: Somerset, Vermont)‏ هي بلدة تقع في ويندهام بولاية فيرمونت في الولايات المتحدة. تأسست عام 1761 (Vermont)، تبلغ مساحتها  (كم²)، وترتفع عن سطح البحر 610 م، بلغ عدد سكانها 5 نسمة في عام 2000 حسب إحصاء مكتب تعداد الولايات المتحدة .

## وصلات خارجية
- The US50 - Cities and Towns in Vermont State
- Vermont Cities and Towns, Facts, Map, Flag, Colleges, Government, and More